# Mansory
Mansory — немецкая фирма, занимающаяся модификацией автомобилей класса люкс. Головной центр расположен в городе Бранд. Помимо автомобилей класса люкс занимается тюнингом суперкаров, внедорожников и мотоциклов. Деятельность компании фокусируется на таких брендах как Bugatti, Ferrari, Mercedes-Benz, BMW, Lamborghini, Aston Martin, Bentley Motors, Rolls-Royce, Maserati, Porsche, Lotus Cars, Land Rover и Audi. Помимо внешнего рестайлинга фирма занимается повышением ездовых характеристик автомобиля. Mansory также представляет линию офисной мебели эксклюзивного дизайна. Основателем является Курош Мансори. Свою деятельность компания осуществляет в Германии, Индии, США, Японии и во многих других странах.

## Галерея

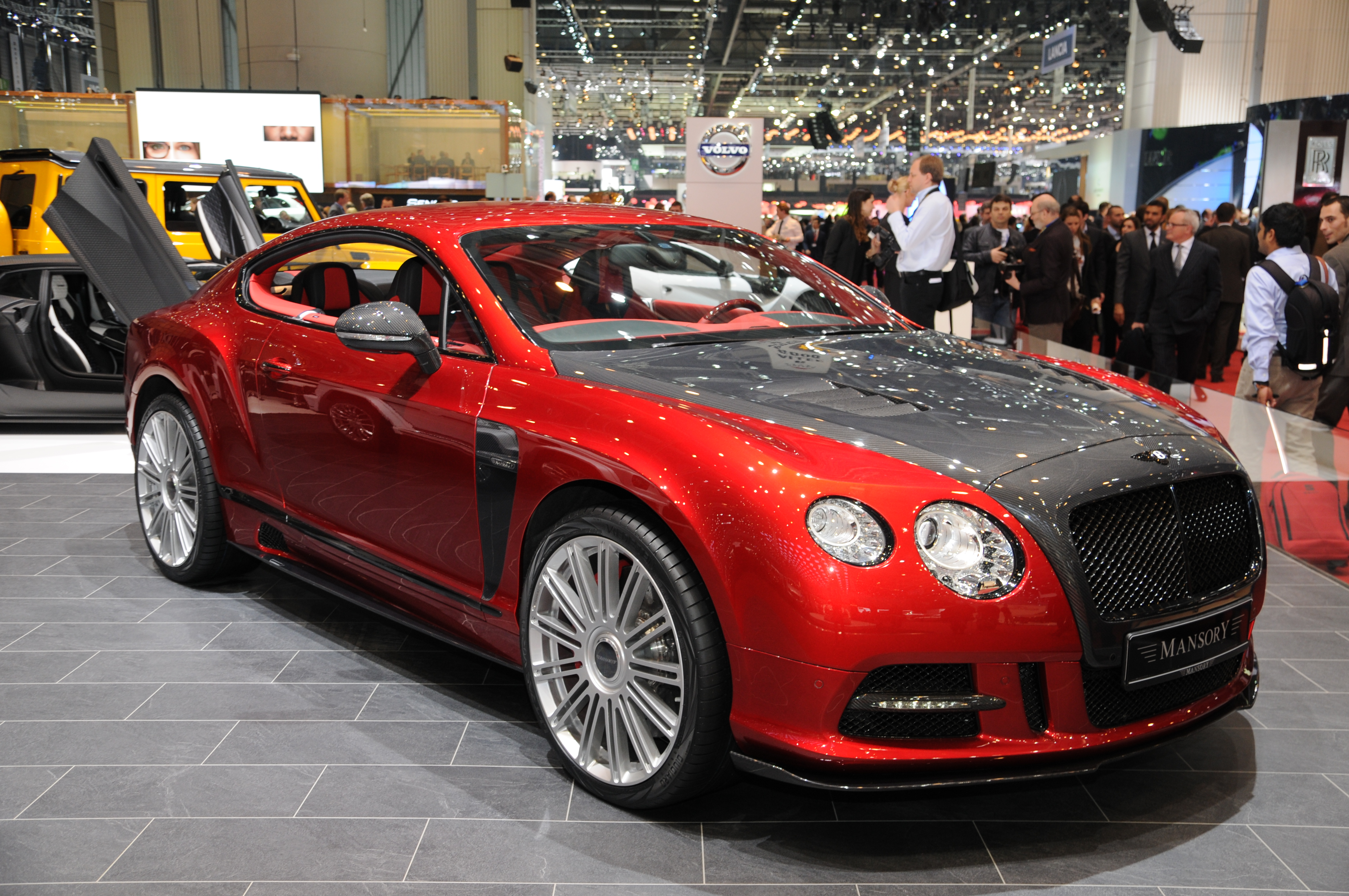
Bentley Continental GT
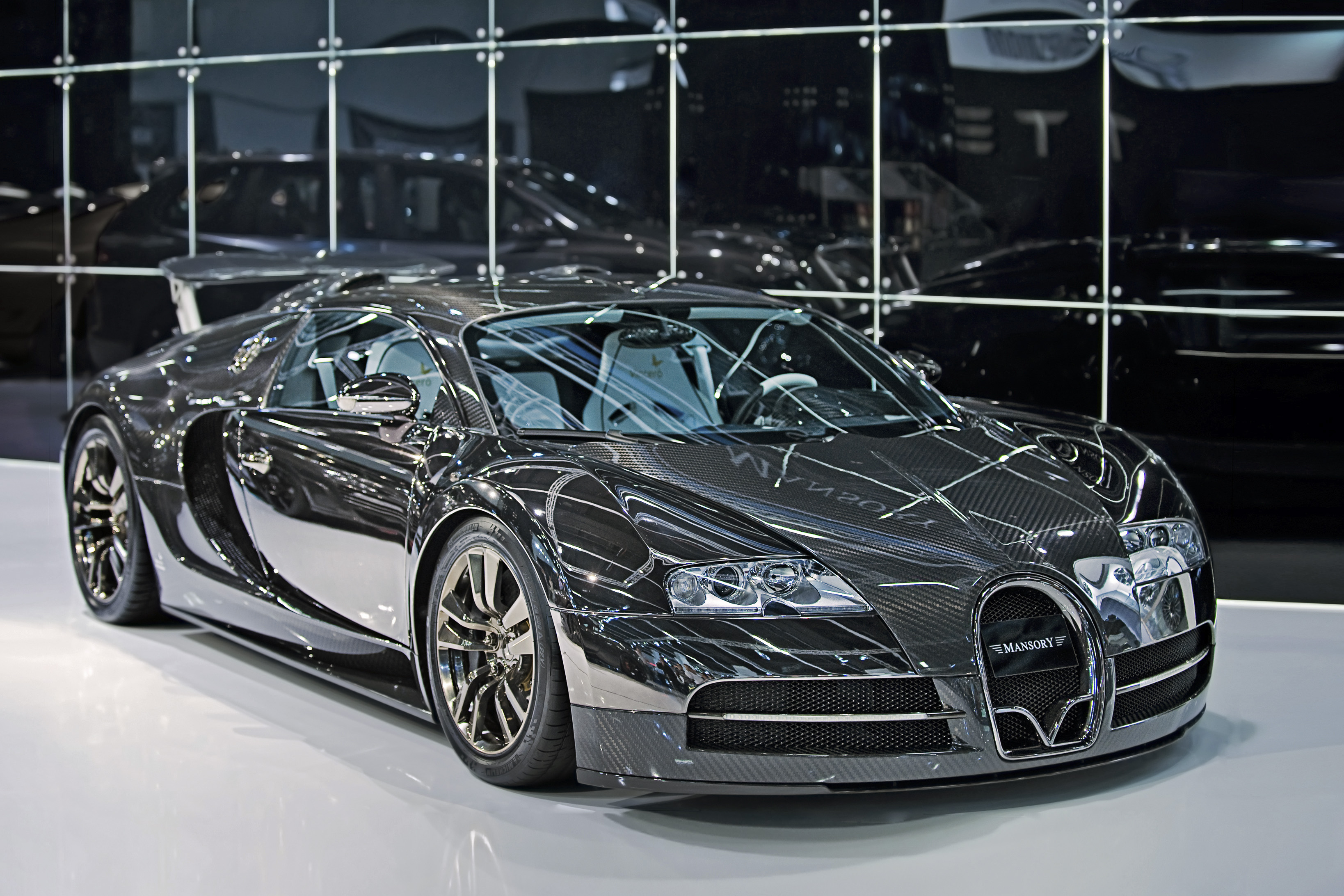
Bugatti Veyron
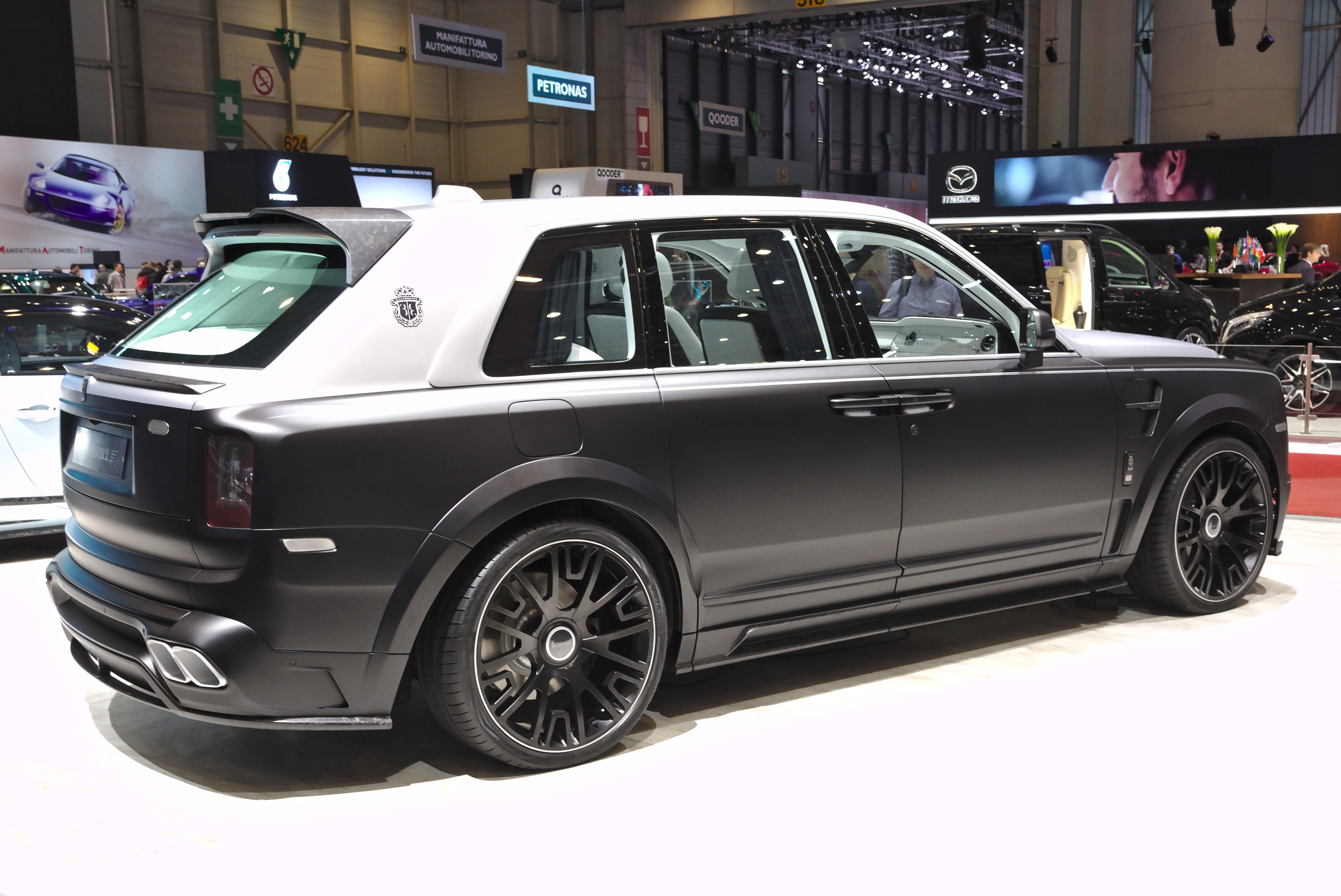
Rolls-Royce Cullinan